# Carduus schimperi
Carduus schimperi Sch.Bip., 1846 è una pianta angiosperma dicotiledone della famiglia delle Asteracee, distribuita in Africa orientale.

## Descrizione
È una specie priva di fusto (acaulescente), alta fino a ± 10 cm. Le radici sono robuste e colorato di grigio.
Le foglie sono tutte basali (ossia appoggiate al suolo) e formano una rosetta basale pelosa e spinosa. Può avere un diametro di 15 – 80 cm. La forma delle foglie varia da stretta a oblunga o largamente ovata con base cuneata. Il contorno varia da pennatofido a pennatosetto (6 - 10 paia di lobi triangolari lobulato-dentati) con lunghezze variabili da 5 a 33 cm (la larghezza varia da 1,5 a 8 cm).
Fiorisce con un capolino color porpora. Il lobo terminale ottuso, mentre le spine sono prominenti e colorate di giallo chiaro.
L'infiorescenza è formata da grandi capolini sessili (da 2 a 10 - raramente sono solitari) posizionati al centro della rosetta, portanti un centinaio è più di fiori tubulosi. La struttura del capolino è quella tipica delle Asteraceae, ossia è formato da un involucro a forma da emisferica a ovoide, composto da diverse brattee (o squame) intere, disposte su più serie in modo embricato che fanno da protezione al ricettacolo setoloso sul quale s'inseriscono i fiori tubulosi. L'involucro è lungo 25 – 40 mm. Le brattee sono da 75 a 119 disposte in 6 - 7 serie, hanno delle forme da lanceolate a ovate con apice acuminato-spinescente e sono lunghe 3 – 36 mm. Le setole del ricettacolo sono lunghe 5 – 8 mm.
I fiori sono tutti del tipo tubuloso (il tipo ligulato, i fiori del raggio, presente nella maggioranza delle Asteraceae,  qui è assente), sono ermafroditi, attinoformi, tetra-ciclici (con quattro verticilli: calice – corolla – androceo – gineceo) e pentameri (ossia sia il calice che la corolla sono composti da cinque elementi). Il numero dei fiori varia da 121 a 160.
- Formula fiorale :

- /x K {\displaystyle \infty }, [C (5), A (5)], G 2 (infero), achenio

- Calice: i sepali del calice sono ridotti ad una coroncina di squame.
- Corolla: la corolla ha una forma cilindrica (tubolare) terminante con 5 profondi lobi; il colore è malva-chiaro o bianco. Lunghezza della corolla: 20 – 40 mm (di cui 15 – 35 mm di tubo - i lobi sono lunghi 3,5 – 7 mm). I petali sono finemente pubescenti.
- Androceo: gli stami sono 5 con filamenti liberi, papillosi e pubescenti; le antere sono saldate fra di loro e formano un manicotto circondante lo stilo; sono inoltre caudate alla base.
- Gineceo: l'ovario è infero e uniloculare formato da 2 carpelli; lo stilo è unico con uno stimma terminale lungamente bifido e glabro. All'apice dello stilo è presente un ciuffo di peli. La superficie stigmatica è localizzata nella parte interna dello stilo.[5]
- Fioritura: da giugno a luglio (ottobre).

I frutti sono degli acheni glabri con forme ampiamente fusiformi, sono compressi e leggermente angolati o nervati. Sono lunghi 5 – 7 mm. Il pappo è composto da numerose setole lunghe 15 – 44 mm, appiattite in modo basale e unite in un anello; sono decidue come unità (a maturità cade l'intero pappo).

## Distribuzione e habitat
La specie è distribuita nelle praterie montane di Etiopia, Sudan, Uganda, Kenya e Tanzania.

## Tassonomia
La famiglia di appartenenza della specie di questa voce (Asteraceae o Compositae, nomen conservandum) è la più numerosa del mondo vegetale, comprende oltre 23000 specie distribuite su 1535 generi (22750 specie e 1530 generi secondo altre fonti). Il genere Carduus, con 92 specie, due dozzine delle quali appartengono alla flora spontanea italiana, appartiene al gruppo tassonomico informale Carduus-Cirsium Group della sottotribù Carduinae (tribù Cardueae, sottofamiglia Carduoideae).

### Sottospecie
Per questa specie sono riconosciute le seguenti sottospecie:
- Carduus schimperi subsp. nanus (R.E.Fr.) C.Jeffrey, 2000 - Distribuzione: Kenya, Uganda, Zaïre
- Carduus schimperi subsp. platyphyllus (R.E.Fr.) C.Jeffrey, 2000 - Distribuzione: Kenya